# Caris
Caris je rijeka u Venezueli. Pritoka je rijeke Orinoco.